# Life Is Strange (серия игр)
Life is Strange (сокращенно LiS) — серия эпизодических игр, в жанре графического приключения, издаваемых европейской дочерней компанией Square Enix. Первая часть серии была создана и разработана компанией Dontnod Entertainment и выпускалась в виде пяти эпизодов в течение 2015 года. Приквел Life Is Strange: Before The Storm, разработанный компанией Deck Nine, вышел в виде трёх эпизодов в течение 2017 года, а в начале 2018 появился бонусный эпизод. Вторая часть Life Is Strange 2 и её спин-офф The Awesome Adventures of Captain Spirit были снова разработаны компанией Dontnod и выходили в период с 2018 по 2019 год. Третья часть Life Is Strange: True Colors была целиком выпущена 10 сентября 2021 года. Кроме того, в феврале 2022 года были представлены ремастер-версии первой части и её приквела. Четвёртая часть, прямой сиквел первой части Life is Strange: Double Exposure, была анонсирована 9 июня 2024 года и вышла 29 октября 2024 года.
Серия так же породила комиксы, действие которых разворачивается после одной из возможных концовок оригинальной игры, а также книги, написанные в рамках вселенной.

## История
После провального запуска Remember Me генеральный директор Dontnod Оскар Гильберт сказал: «Раньше мы хотели делать большие игры с длительными производственными циклами… Нам пришлось изменить этот подход, сделать что-то поменьше. Мы не хотели сделать просто небольшую игру и вывести на рынок что-то новое».
Идея первой игры серии была сосредоточена вокруг механики перемотки времени. Похожая концепция уже была кратко представлена в Remember Me. Разработка игры началась в апреле 2013 года командой из 15 человек, а с началом сотрудничества с Square Enix к ней добавились дополнительные люди. Прежде чем подписать контракт с Square Enix, Dontnod показывали игру как полноценный проект, схожий с Remember Me. Однако Square Enix решила что он будет выпущен в эпизодическом формате, как по творческим причинам, так и в финансовых целях.
Разработка началась под рабочим названием «Что если» (с англ. — «What If»). Позже проект был переименован, чтобы избежать путаницы с одноименным фильмом. Это была вторая игра Dontnod с женским протагонистом, и большинство потенциальных издателей не хотели выпускать игру, если в ней не было протагониста мужчины. Гильберт также с самого начала оспаривал эту идею. Креативный директор Dontnod Жан-Максим Морис объяснил, что Square Enix была единственным издателем, который не собирался ничего менять.
Чтобы передать ностальгическую и осеннюю атмосферу, был выбран Тихоокеанский Северо-Запад США. В итоге команда остановилась на Орегоне, где находится вымышленный город Аркадия Бэй. С самого начала было решено, что большая часть бюджета будет потрачена на сценаристов и актёров озвучки. Первоначально история была написана на французском языке Жан-Люком Кано и преобразована в игровой сценарий сорежиссёрами и командой дизайнеров игры. Затем это было передано Christian Divine и Cano для доработки и адаптации под английский язык. Запись проходила в Лос-Анджелесе, штат Калифорния. Текстуры были нарисованы вручную и адаптированы для достижения определённого эффекта, который арт-директор Мишель Кох назвал «импрессионистическим рендерингом». Источниками вдохновения послужили визуальный роман Danganronpa — с точки зрения баланса геймплея и сюжета, а также роман The Catcher in the Rye, главный герой которого Холден Колфилд имеет ту же фамилия, что и Макс. В угоду реализму сверхъестественные элементы были задуманы как метафора внутреннего конфликта персонажей, Для решения сложных вопросов, таких как подростковое самоубийство, привлекались эксперты.
После выхода и быстрого успеха первой игры издатель Square Enix выбрали американскую компанию Deck Nine для разработки приквела, посвящённого жизни Хлои Прайс. В это же время команда Dontnod приступила к разработке прямого продолжения. Разработка приквела началась в 2016 году при содействии лондонской студии Square Enix. Эшли Бёрч, которая озвучивала Хлою в Life Is Strange, была заменена Рианной Деврис из-за забастовки актёров озвучки в 2016—2017 годах. Однако Бёрч вернулась к роли Хлои в бонусном эпизоде «Прощание». В процессе разработки у проекта были различные рабочие названия. Сценаристы исследовали мемуары и изучали психологию, чтобы правильно передать переживания Хлои из-за потери отца. Сценарий игры состоял из более чем 1500 страниц, написанных ведущим сценаристом Заком Гарриссом и комнатой сценаристов. До официального анонса в сеть просочились изображения, указывающие на то, что приквел к Life Is Strange находится в разработке. Square Enix представила Life Is Strange: Before the Storm 11 июня в рамках презентации Microsoft на выставке E3 2017.
Dontnod с самого начала решили, что в будущих частях Life Is Strange будут появляться новые персонажи и локации. Разработчики посчитали, что история Макс и Хлои исчерпала себя в первых двух играх. Сорежиссёр игры Рауль Барбе пояснил: «Это вопрос, который мы задали себе в самом начале. Это игра о Макс, Хлое и Аркадии Бэй? Нет, о обычных героях, о легко узнаваемых персонажах со своими историями, в которые вы можете ввязаться, потому что они отражают ваш собственный опыт. И немного сверхъестественного сверху». Мишель Кох добавил, что «все любили Макс, Хлою и Рейчел… Но… их история закончена. Нам больше нечего рассказывать. Мы не хотим. Это сделают другие люди, и это нормально… Берите их и делайте всё, что хотите».
Разработка Life Is Strange 2 началась в начале 2016 года, после выпуска первой части серии. Мишель Кох и Рауль Барбе вернулись к режиссуре сиквела, а Кристиан Дивайн и Жан-Люк Кано в качестве сценаристов. На концепцию новой части повлияли фотографии Майка Броуди, который путешествовал по Соединённым Штатам и фотографировал дрифтеров. Игра по своей структуре похожа на роуд-муви. Она вдохновлена фильмом Into the Wild и новеллой Of Mice and Men. Dontnod проводила полевые исследования на Западном побережье США, встречаясь с людьми и делая фотографии. Две основные темы игры — воспитание и братские отношения. Было принято решение использовать движок Unreal Engine 4. С его помощью были обновлены система анимации, физика и шейдеры. По словам разработчиков, одной из самых больших проблем при разработке был искусственный интеллект персонажа Дэниела.
Deck Nine начали работу над True Colors после завершения Before the Storm в 2017 году. По словам Фелис Куан, старшего сценариста Deck Nine, общая тема серии Life Is Strange — персонажи, обладающие некими сверхчеловеческими способностями, хоть и не похожими на супергероев. Это позволяет разработчикам «размышлять о реальном опыте, через который проходят обычные люди». В True Colors они с самого начала определили, что способности главной героини должны быть основаны на силе эмпатии. Она должна уметь не только чувствовать, что испытывают другие, но и сама быть уязвимой к этим эмоциям. По словам Куана, по мере развития сюжета героиня сможет контролировать свои силы, что «проложит ей путь к самопринятию и большей вере в свои способности». Это привело к созданию истории, в которой Алекс теряет брата в самом начале игры. Данное событие послужило толчком к изучению своих способностей, а также большему пониманию их использования в прошлом. Роль Алекс исполнила Эрика Мори, при записи использовалась технология полного захвата движения, что, по словам Мори, «сыграло важную роль при создании игры и позволило нам получить действительно точные выражения лица».

## Игровой процесс
Игры серии Life Is Strange представляют собой приключения с видом от третьего лица. Игрок может осматривать предметы и взаимодействовать с ними. Это позволяет решать головоломки, такие как поиск предметов, а также вносить изменения в окружающую среду. Игрок может исследовать локации и общаться с неигровыми персонажами. Диалоговая система основана на разветвлениях и выборе различных вариантов ответа. В некоторых случаях выбор в диалоге может изменить ход сюжета или повлиять на него. Каждый выбор в краткосрочной перспективе может иметь хорошие последствия, но при этом обернуться чем-то плохим позже по сюжету. Каждая отдельная игра серии имеет центральную механику, уникальную для этой конкретной части.
В первой части серии главная героиня Макс умеет управлять течением времени, что позволяет ей перематывать время назад и изменять ход событий. Механика перемотки доступна и во время диалогов, что позволяет игрокам просмотреть все возможные варианты ответов. Подобранные предметы сохраняются в инвентаре даже после перемотки времени, при этом изменения в окружающем мире остаются в силе.
В «Before The Storm» протагонистка Хлоя Прайс не обладает сверхъестественными способностями. Вместо этого разработчики добавили особую механику убеждения: выбирая тот или иной вариант ответа, у Хлои имеется возможность склонить ситуацию или разговор в свою пользу. В этом режиме время, дающееся на выбор варианта ответа, ограничено и после его истечения разговор будет окончен не в пользу главной героини.
В «Life is Strange 2» игрок управляет подростком по имени Шон Диас, который вместе со своим младшим братом Дэниелом находится в бегах после трагического инцидента. Дэниел обладает телекинезом. В решающие моменты игры Шон должен делать выбор, который приводит к различным сюжетным ответвлениям. Поступки Шона влияют на мораль Дэниела и братские отношения между двумя персонажами.
В игре «True Colors» Алекс Чэнь обладает экстрасенсорными способностями, позволяющими ей читать и управлять эмоциями других людей. Она воспринимает это как разноцветные ауры, и таким образом видит, что чувствуют окружающие. У некоторых из неигровых персонажей будут более интенсивные ауры, указывающие на серьёзные травмы или трудности. Когда Алекс взаимодействует с ними, это преображает мир вокруг, что является отражением внутренних переживаний персонажа. Это даёт игроку возможность разобраться в причинах столь сильных эмоций и помочь Алекс успокоить персонажа.

## Игры
| 2015 | Life is Strange                          |
| 2016 |                                          |
| 2017 | Life Is Strange: Before The Storm        |
| 2018 | The Awesome Adventures of Captain Spirit |
| 2018 | Life Is Strange 2 (Эпизод 1)             |
| 2019 | Life Is Strange 2 (Эпизоды 2–5)          |
| 2020 |                                          |
| 2021 | Life Is Strange: True Colors             |
| 2022 | Life Is Strange Remastered Collection    |
| 2023 |                                          |
| 2024 | Life is Strange: Double Exposure         |

### Life is Strange
Максин «Макс» Колфилд возвращается в свой родной город Аркадия-Бей, штат Орегон. Она становится свидетельницей того, как в школьном туалете застрелили Хлою Прайс, подругу её детства. Инцидент пробуждает способность Макс перематывать время назад, позволяя ей спасти Хлою. После воссоединения подруг, у Макс случаются видения о сильном шторме, приближающемся к заливу Аркадии. Она использует свои новообретённые способности, чтобы попытаться предотвратить шторм, а также помочь Хлое разыскать её пропавшую подругу Рэйчел Эмбер.
Игра была выпущена в виде пяти эпизодов в течение 2015 года для Xbox One, PlayStation 4, Xbox 360, PlayStation 3 и ПК. Позже были выпущены версии для iOS, Android, macOS и Linux. «Эпизод 1: Хризалида» был выпущен 30 января, «Эпизод 2: Вразнобой» — 24 марта, «Эпизод 3: Теория хаоса» — 19 мая, «Эпизод 4: Проявочная» — 28 июля и «Эпизод 5: Раскол» — 20 октября. Розничные версии полного сезона для Xbox One, PS4 и ПК были выпущены 22 января 2016 года в Европе и 19 января 2016 года в Северной Америке.

### Life is Strange: Before The Storm
Сюжет происходит за три года до событий Life Is Strange и рассказывает о Хлое Прайс, переживающей смерть своего отца. Она встречает и заводит дружбу с популярной ученицей Рэйчел Эмбер. По мере того, как у них развиваются напряжённые отношения, они раскрывают секреты семьи Эмбер. Это заставляют Рейчел отправиться на поиски её биологической матери.
Игра была выпущена в виде трёх эпизодов в течение 2017 года для Xbox One, PlayStation 4 и ПК, а позже были выпущены версии для iOS, Android и macOS, Linux. «Эпизод 1: Пробуждение» был выпущен 31 августа, «Эпизод 2: Дивный новый мир» — 19 октября, а «Эпизод 3: Ад пуст» — 20 декабря Подарочное издание включало бонусный эпизод «Прощание», выпущенный 6 марта 2018 года. В нём Макс изо всех сил пытается рассказать Хлое о своём скором переезде в Сиэтл. Чтобы отвлечься, они устраивают пиратскую охоту за сокровищами, зарытыми отцом Хлои, Уильямом. Их день в конечном счёте заканчивается известием о смерти Уильяма.

### The Awesome Adventures of Captain Spirit
Кристофер «Крис» Эриксен переодевается в супергероя Капитана Спирита, чтобы помочь своему отцу обустроить дом к Рождеству и справиться с потерей матери. Он представляет, что его различные обязанности по дому — это суперзлодеи, которые должны быть побеждены. Крис путешествует по планетам, заводит друзей среди инопланетян и сражается с неким злобным существом Мантроидом, воплощением его чувств, связанных со смертью матери. После ссоры со своим отцом, когда Крис лезет по ступенькам своего домика на дереве, то одна из досок внезапно отламывается и он падает вниз, но в самый последний момент что-то подхватывает его и мягко опускает на снег. Когда он встаёт, то видит через забор на участке двух латиноамериканских мальчиков (которые появляются в Life Is Strange 2).
The Awesome Adventures of Captain Spirit была выпущена 25 июня 2018 года в виде бесплатной демо-версии к Life Is Strange 2. История разворачивается параллельно событиям второго эпизода Life Is Strange 2.

### Life is Strange 2
Шон Диас вместе с отцом-механиком Эстебаном и младшим 9-летним братом Даниэлем. В результате трагической случайности погибает Эстебан, из-за чего его двум сыновьям приходится оставить свой дом и прежнюю жизнь. После инцидента у Дэниела развиваются телекинетические способности. Братья отправляются в путешествие по пересечённой местности вдоль Западного побережья Америки к родине своего отца в Пуэрто-Лобос, Мексика. Шон изо всех сил пытается воспитывать Дэниела и помочь ему разобраться с моральными последствиями его новообретённых способностей. По дороге они встречают различных друзей и неприятелей, в том числе свою мать, давно бросившую семью. Решения, которые принимает Шон, определяют, кем станет Дэниел, и, в конечном счёте, определяют исход их путешествия.
Игра была выпущена в виде пяти эпизодов для Xbox One, PlayStation 4 и ПК, а версии для macOS и Linux были выпущены вскоре после финального эпизода. «Эпизод 1: Дороги» был выпущен 27 сентября 2018 года, «Эпизод 2: Правила» — 24 января 2019 года, «Эпизод 3: Глушь» — 9 мая 2019 года, «Эпизод 4: Вера» — 22 августа 2019 года и «Эпизод 5: Волки» — 3 декабря 2019 года. Розничные версии всего сезона были выпущены 3 декабря 2019 года в Европе и 4 февраля 2020 года в Северной Америке.

### Life Is Strange: True Colors
Действие True Colors происходит в вымышленном городке Хейвен-Спрингс, находящемся в штате Колорадо, США. Главной героиней игры является Алекс Чэнь — юная девушка 21 года — прибывшая в город чтобы воссоединиться со своим давно потерянным братом Гэйбом Чэнем, с которым она была разлучена ещё в детстве. Вследствие сильных переживаний Алекс открывает в себе способности к сверхэмпатии — возможности читать мысли и чувствовать сильные эмоции находящихся по близости людей. Когда её брат погибает в результате так называемого несчастного случая, Алекс приходится применить свою силу, чтобы докопаться до истины.
Игра была выпущена 10 сентября 2021 года для Stadia, Xbox One и Series X/S, PlayStation 4 и PS5 и ПК. Она была анонсирована как третья основная игра серии и была выпущена полностью в виде пяти эпизодов. Игра так же была выпущена на Nintendo Switch 7 декабря того же года. Подарочное издание включает в себя дополнительный эпизод «Wavelengths».

### Life Is Strange Remastered Collection
Life Is Strange Remastered Collection — это коллекция, состоящая из ремастер-версий двух первых игр серии Life Is Strange и Life Is Strange: Before the Storm. Они были разработаны компаниями Deck Nine и Black Tower Studios. Выпуск коллекции состоялся для PlayStation 4, Xbox One, ПК и Google Stadia в феврале 2022 года, а для Nintendo Switch позже в том же году. Коллекция включает в себя весь ранее выпущенный контент с переработанными визуальными эффектами, улучшенной анимацией персонажей с использованием полного захвата движения лица, усовершенствованными головоломками, а также улучшенным движком и освещением.
Коллекция была анонсирована вместе с Life Is Strange: True Colors 21 марта 2021 года. 15 июня 2021 года было объявлено, что игра выйдет 30 сентября 2021 года. 11 августа выпуск коллекции был отложен до начала 2022 года, одновременно с анонсом дополнения Life Is Strange: True Colors «Wavelengths», релиз которого состоится 30 сентября. 24 сентября было объявлено, что релиз состоится 1 февраля 2022 года. 21 января 2022 года было объявлено, что версия для Switch была отложена до конца 2022 года. Версия для ПК получила «смешанные или средние отзывы» с оценкой 70 баллов на основе данных агрегатора рецензий Metacritic.

### Life is Strange: Double Exposure
В Double Exposure расскажут о повзрослевшей Макс Колфилд из первой части. Согласно синопсису, героине предстоит расследовать убийство своей близкой подруги Сафи. Для этого девушка впервые за многие годы отматывает время назад, но случайно открывает портал в параллельную вселенную, где её приятельница всё ещё жива, но находится под угрозой. Протагонистка сможет переходить из одного мира в другой, чтобы искать союзников и собирать улики, которые помогут раскрыть личность загадочного убийцы.
Релиз состоится на 29 октября 2024 года на ПК, PS5, Xbox Series X/S и Nintendo Switch.

### Будущее серии
В интервью 2019 года Dontnod Entertainment, разработчики первых двух основных игр серии, выразили заинтересованность в будущем франшизы. Однако права принадлежат Square Enix и решения о будущем франшизы лежат на них. В последние годы Dontnod переключили своё внимание на развитие собственных проектов. После анонса True Colors издание Eurogamer сообщило, что «время Dontnod с франшизой закончилось» и серия Life Is Strange была передана в руки Deck Nine.

## Другие произведения

### Комиксы
В мае 2018 года была анонсирована серия комиксов по мотивам первой части серии. Изначально планировалось выпустить четыре части, но по итогу было выпущено шесть. Издателем выступила компания Titan Comics. События комиксов являются продолжением одной из концовок Life is Strange, где Хлоя и Макс решили пожертвовать Аркадией Бэй. Автором комикса является Эмма Вичели, художник — Клаудиа Леонарди, цветовое оформление — Андреа Иццо.
В июле 2023 года была анонсирована новая серия комиксов под названием «Life Is Strange: Forget-Me-Not». Первая часть вышла 13 декабря 2023 года. Автором выступила Зои Торогуд, иллюстратор — Клаудиа Леонарди, цветовое оформление — Андреа Иццо. Сюжет будет рассказывать о приключениях персонажей Алекс Чэнь и Стеф Гингрич после событий True Colors.
| № Выпуска      | Дата выхода     | Название                                                                        |
| -------------- | --------------- | ------------------------------------------------------------------------------- |
| 1              | 14 ноября 2018  | Life is Strange. Пыль Выпущен: 22 мая 2019 ISBN 9781785866456                   |
| 2              | 19 декабря 2018 | Life is Strange. Пыль Выпущен: 22 мая 2019 ISBN 9781785866456                   |
| 3              | 16 января 2019  | Life is Strange. Пыль Выпущен: 22 мая 2019 ISBN 9781785866456                   |
| 4              | 20 февраля 2019 | Life is Strange. Пыль Выпущен: 22 мая 2019 ISBN 9781785866456                   |
| 5              | 29 мая 2019     | Life Is Strange. Волны Выпущен: 20 ноября 2019 ISBN 9781787730885               |
| 6              | 26 июня 2019    | Life Is Strange. Волны Выпущен: 20 ноября 2019 ISBN 9781787730885               |
| 7              | 24 июля 2019    | Life Is Strange. Волны Выпущен: 20 ноября 2019 ISBN 9781787730885               |
| 8              | 21 августа 2019 | Life Is Strange. Волны Выпущен: 20 ноября 2019 ISBN 9781787730885               |
| 9              | 16 октября 2019 | Life Is Strange. Струны Выпущен: 8 апреля 2020 ISBN 9781787732070               |
| 10             | 13 ноября 2019  | Life Is Strange. Струны Выпущен: 8 апреля 2020 ISBN 9781787732070               |
| 11             | 11 декабря 2019 | Life Is Strange. Струны Выпущен: 8 апреля 2020 ISBN 9781787732070               |
| 12             | 15 января 2020  | Life Is Strange. Струны Выпущен: 8 апреля 2020 ISBN 9781787732070               |
| На все времена |                 |                                                                                 |
| 2.1            | 14 октября 2020 | Life Is Strange. На все времена. Пути Выпущен: 7 апреля 2021 ISBN 9781787734739 |
| 2.2            | 18 ноября 2020  | Life Is Strange. На все времена. Пути Выпущен: 7 апреля 2021 ISBN 9781787734739 |
| 2.3            | 16 декабря 2020 | Life Is Strange. На все времена. Пути Выпущен: 7 апреля 2021 ISBN 9781787734739 |
| 2.4            | 20 января 2021  | Life Is Strange. На все времена. Пути Выпущен: 7 апреля 2021 ISBN 9781787734739 |
| 3.1            | 7 июля 2021     | Life is Strange. Возвращение домой Выпущен: 3 ноября 2021 ISBN 9781787734746    |
| 3.2            | 1 сентября 2021 | Life is Strange. Возвращение домой Выпущен: 3 ноября 2021 ISBN 9781787734746    |
| 4.1            | 13 октября 2021 | Life is Strange. Оседающая пыль Выпущен: 11 мая 2022 ISBN 9781787734753         |
| 4.2            | 10 ноября 2021  | Life is Strange. Оседающая пыль Выпущен: 11 мая 2022 ISBN 9781787734753         |
| 4.3            | 29 декабря 2021 | Life is Strange. Оседающая пыль Выпущен: 11 мая 2022 ISBN 9781787734753         |
| 4.4            | 9 марта 2022    | Life is Strange. Оседающая пыль Выпущен: 11 мая 2022 ISBN 9781787734753         |

### Книга
В сентябре 2018 года Square Enix в партнёрстве с Titan Publishing Group выпустила 160-страничную книгу Мэтта Форбека «Life Is Strange: Добро пожаловать в Академию БлэкХелл», в которой исследуется вселенная Life Is Strange глазами студента-гида академии Блэквелл и Аркадии Бэй. В ней представлены заметки, наброски и фотографии различных персонажей первой игры, а её выход состоялся 9 октября. В июле 2022 года компания Titan анонсировала новеллу о Стеф Гингрич под названием «История Стеф», релиз которого намечен на 21 марта 2023 года.

### Возможный телесериал
В июле 2016 года Legendary Digital Studios и Square Enix объявили, что хотят адаптировать Life Is Strange в виде цифрового сериала, действие которого будет происходить в Аркадия Бэй. На момент анонса они вели переговоры с потенциальными сценаристами для сериала. В 2017 году dj2 Entertainment продала права на сериал потоковому сервису Hulu. В августе 2021 года было объявлено, что Шон Мендес будет выступать в качестве исполнительного продюсера сериала. Также стало известно, что Anonymous Content присоединится к сериалу в качестве продюсерской компании.

## Реакция и отзывы
Серия была хорошо встречена как игроками, так и критиками, и все игры получили «в целом благоприятные» отзывы по версии агрегатора рецензий Metacritic. В 2015 году Мишель Кох описал серию как антологию, похожую на такие сериалы, как Настоящий детектив или Американская история ужасов.
Рейтинг Life Is Strange на Metacritic составил 85/100 баллов (версии для PlayStation 4 и Xbox One). Некоторые критиковали проблемы с синхронизацией губ и использование устаревшего сленга, но при этом большинство похвалило персонажей и механику с манипуляцией временем. Eurogamer назвали её «одной из лучших интерактивных сюжетных игр этого поколения», а Hardcore Gamer — «спящим хитом» 2015 года. Life Is Strange получила более 75 наград и номинаций «Игра года».
Рейтинг Before the Storm на Metacritic составил 77/100 баллов. Критики высоко оценили персонажей, поднимаемые темы и сюжет, но раскритиковали отношения главных героев и влияние решений игроков ближе к концу игры.
Рейтинг Life Is Strange 2 на Metacritic составил 78/100 баллов. Критики высоко оценили сюжет, отношения между Шоном и Дэниелом и игровой процесс. Отношение к политическим темам было неоднозначным. Критике подверглись редкие эпизоды сюжета и диалоги.
Рейтинг True Colors на Metacritic составил 81/100 баллов. IGN высоко оценили сеттинг Хейвен-Спрингс, отметив, что в игре «пожалуй, лучший сеттинг из всех игр Life is Strange на сегодняшний день». Game Informer понравился сценарий игры: «True Colors написана настолько сильно, что ей не нужны сверхъестественные способности, чтобы рассказать эту историю». Джастину Кларку из GameSpot понравились сюжетные темы, он считает, что некоторые игровые моменты были «мощными» и «эмоционально резонансными».